# Leonard French

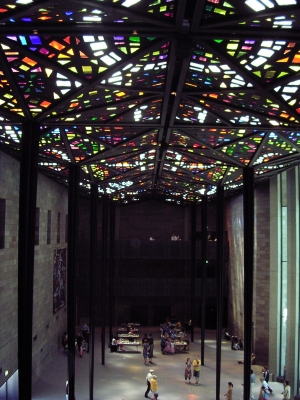
El techo creado por Leonard French en la National Gallery of Victoria

Leonard William French (Brunswick, Victoria (Australia), 8 de octubre de 1928 – 10 de enero de 2017) fue un diseñador y artista australiano que trabajó principalmente con el vidrio, mayormente en el campo de los vitrales artísticos. 

## Vida y obra
Artista australiano de familia originaria de Cornualles. Leonard French estudió Diseño en el Melbourne Technical College, de 1944 a 1947. En 1949, exhibió por primera vez pinturas y murales en la Tye's Gallery de Melbourne. Entre 1949 y 1951, viajó a Europa para estudiar en Bélgica, Holanda, Irlanda y Gran Bretaña. Residió un buen tiempo en el The Abbey Arts Centre and Museum, en New Barnet, área de Londres, donde se encontraban otros artistas australianos como Grahame King, Inge Neufeld y Robert Klippel. De 1952 a 1956 ejerció de profesor en la Melbourne School of Printing and Graphic Arts. Una de sus primeras obras fue los siete paneles que relatan la Leyenda de Simbad el Marino (The Legend of Sinbad the Sailor), en el desaparecido Legend Cafe de Melbourne (1956). Trabajó de 1956 a 1960 en la National Gallery of Victoria en Melbourne como conservador del museo. Durante este tiempo comenzó su serie de imágenes Campion, que expuso en 1961.
En 1959 recibió el Premio del Congreso de la Paz, y fue becado para realizar estudios por Asia, en India, Indonesia, China y Japón. En los años 1962 y 1963 realizó viajes de estudio de nuevo en Europa, por Italia, España, Francia, Gran Bretaña y Grecia. En la isla griega de Samos estuvo un tiempo y dio lugar, en 1965, ya en Australia, a las exposición de miniaturas Samos que paseó por Melbourne, Perth y Adelaida. Ese año emprendió un viaje de estudios por los Estados Unidos. 
A French se le encargó en 1963 la realización de un gran vitral para el Gran Salón de la Galería Nacional de Victoria, uno de los mayores del mundo, que consolidó su reputación como artista en Australia. Es su obra más relevante, y consiste en un techo acristalado colocado a 13,72 metros de altura, de 60,90 m de largo por 15,24 m de ancho, compuesto por 224 triángulos, cada uno de 300 kilos de peso. La obra también es conocida como Persian carpet of light (alfombra persa luminosa). En el gran campo de vidrio, se esconden animales varios (pájaros, una tortuga y una serpiente), que la luz del sol termina reflejando en las paredes. 
Los trabajos de ese gran vitral duraron de 1965 a 1970 y fueron seguidos por otros en la Monash University, 1971; en La Trobe University, 1978; y en el Haileybury College, 1987. Destaca la Capilla Haileybury de Melbourne (Haileybury Chapel, Melbourne), hoy la David Bradshaw Chapel, donde hizo vitrales de diferentes formas y tamaños, además del retablo. Es autor también de la Creación de la tierra (Earth Creations) en la Capilla del St John's College (St. Lucia, Brisbane), instalada por el equipo artístico de la Universidad de Queensland. También es el autor de la serie de paneles del café y el vestíbulo de la Biblioteca Nacional de Australia (Canberra),
El trabajo de French se ha mostrado en más de 40 exposiciones monográficas en Australia y como parte de muchas otras exposiciones fuera de Australia.
En el momento de fallecer, a principios de 2017, residía y pintaba en su estudio en Heathcote, Victoria. Casado tres veces, tuvo siete hijos y cinco nietos.

## Algunas Obras de French
- National Library of Australia en Canberra: vidrieras
- Australian National University: Seven Days of Creation (los siete días de la Creación)
- Campion serie (1961)
- Samos Miniatures
- Sindbad serie
- The Burial
- National Gallery of Victoria en Melbourne: vidrieras del Great Hall (1968)
- Monash University (Clayton Campus): Alpha and Omega (1971) en la Sala de Conciertos, Robert Blackwood Hall
- La Trobe University Sculpture Park: The Four Seasons (1978)

## Premios
French recibió muchos premios, entre ellos el Sulman Prize con The Burial (1960); el Premio Blake de arte religioso en 1963 y 1980; el Harkness Fellowship en 1965; Caballero del Imperio Británico en junio de 1968; etc.

## Galería

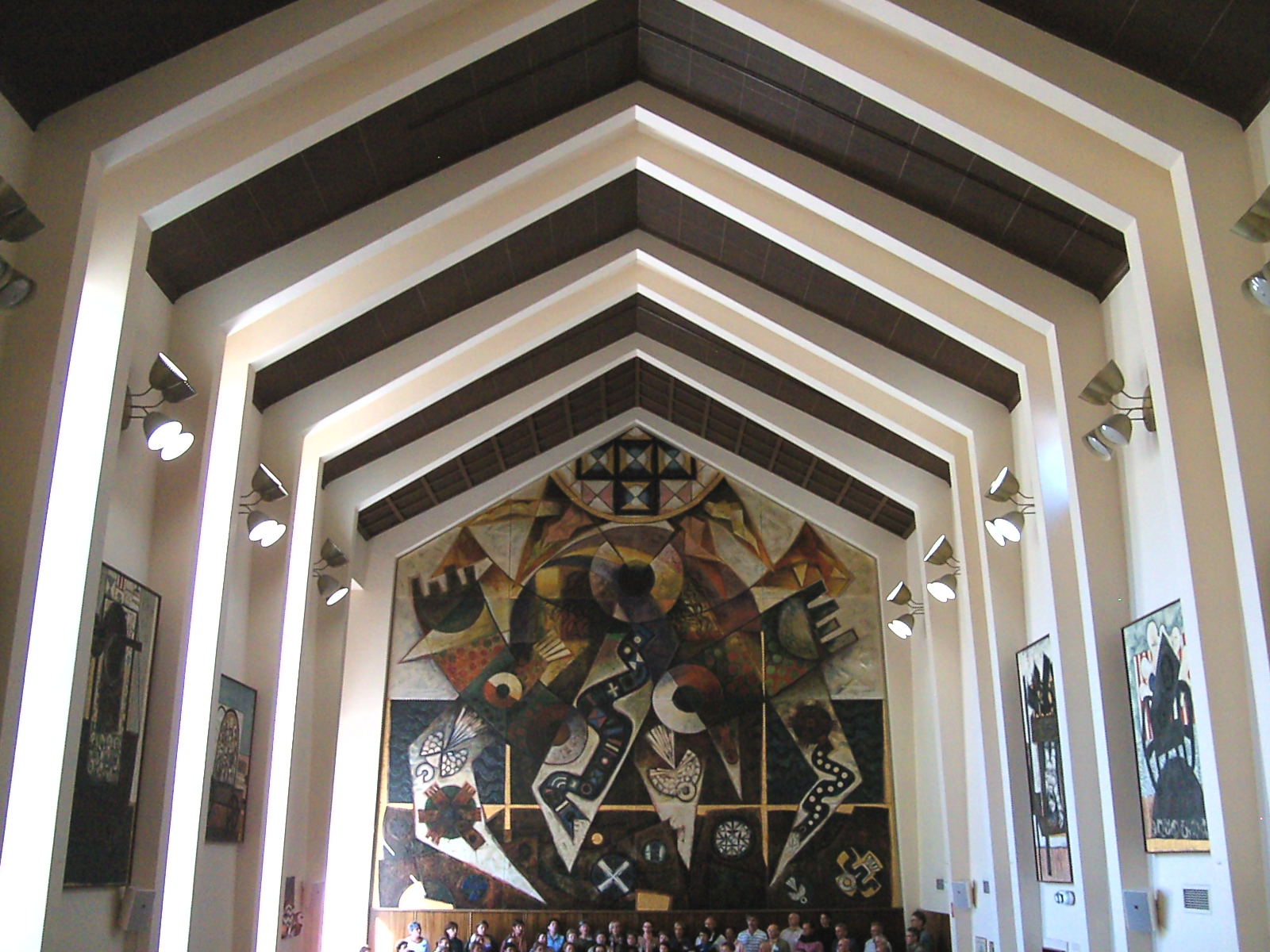
Decoración del Gran Salón de la Australian National University.
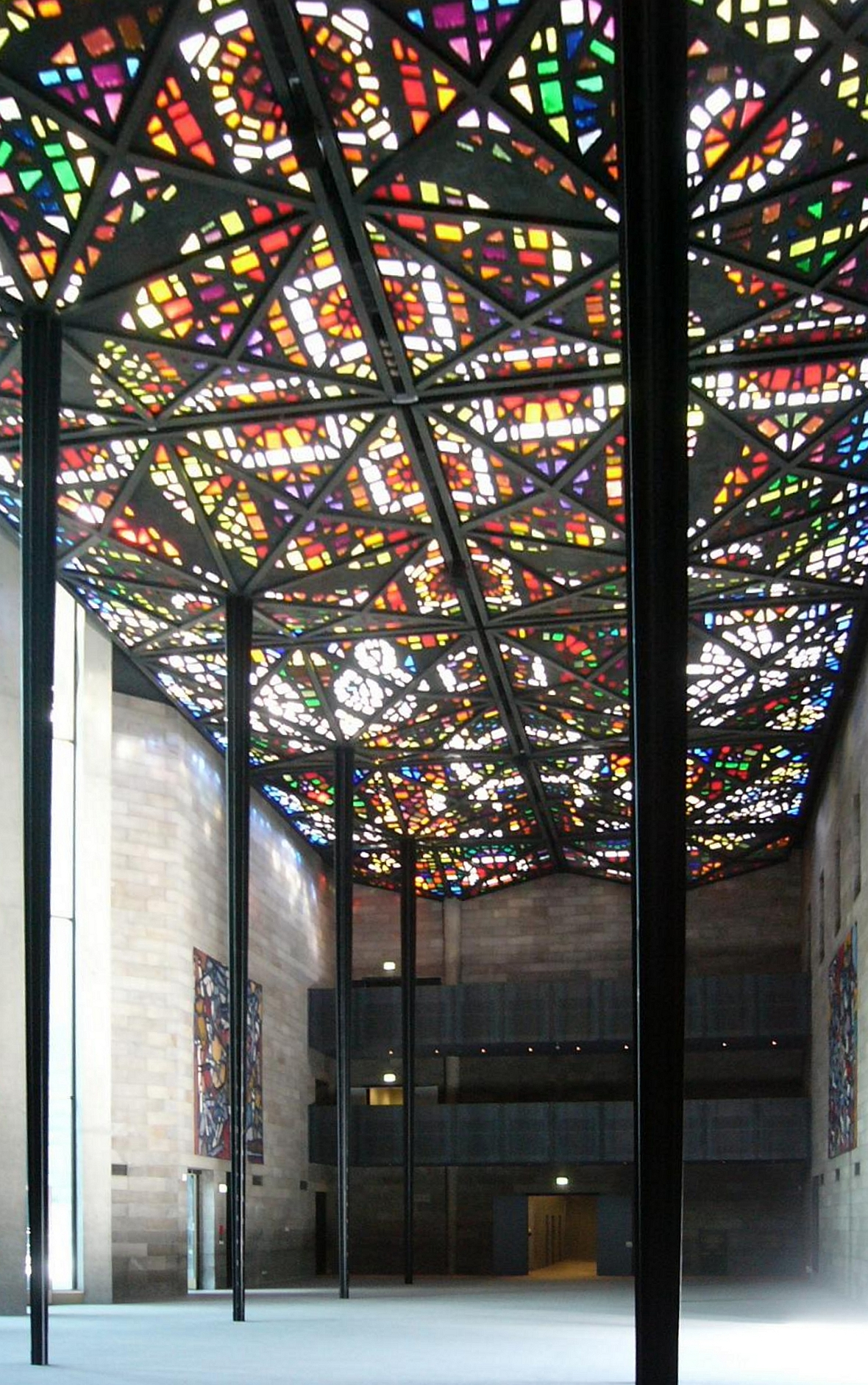
Otra vista del techo en la National Gallery of Victoria  (Melbourne)
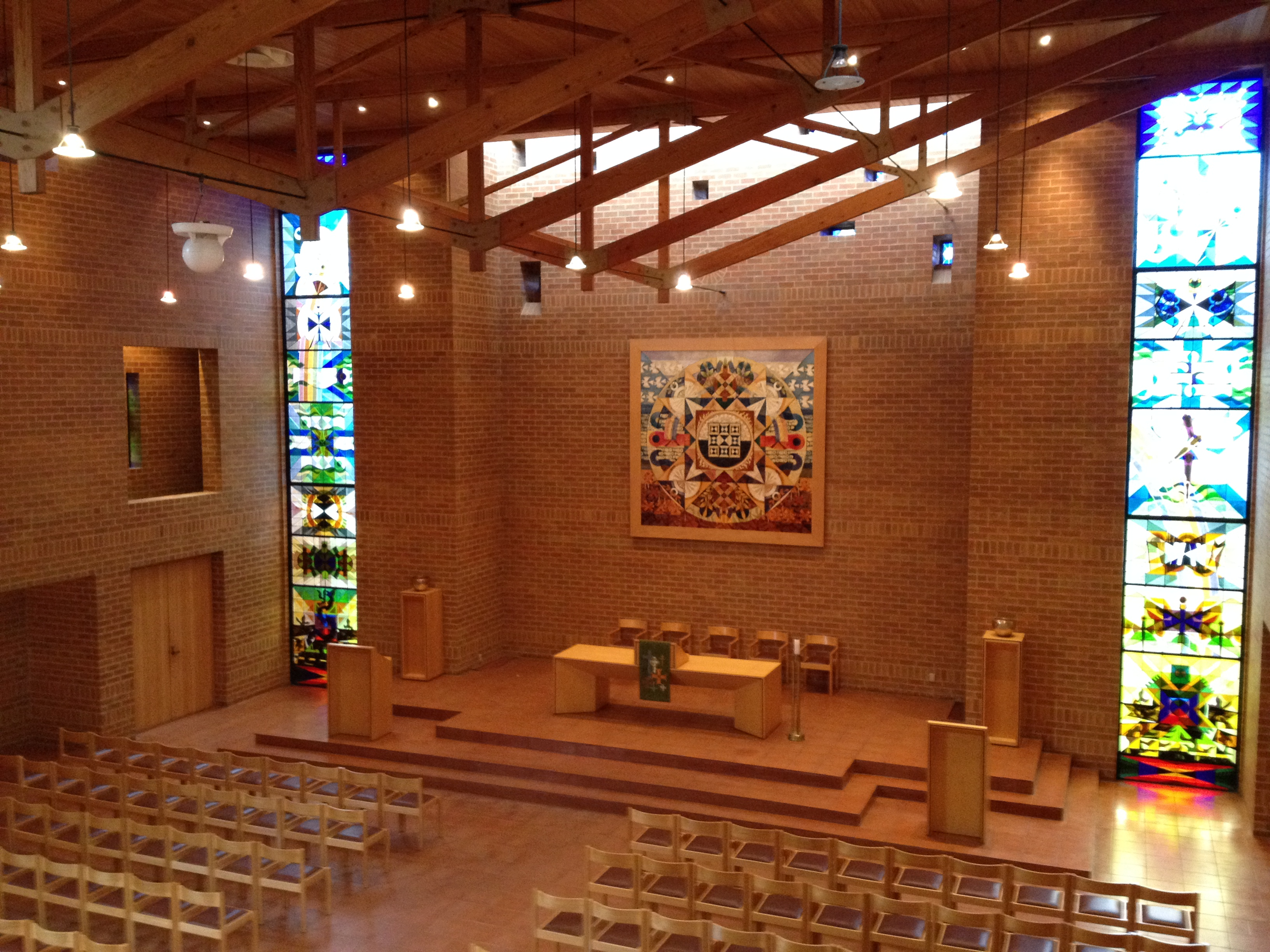
Vidrieras que flanquean el altar mayor de Capilla Haileybury.
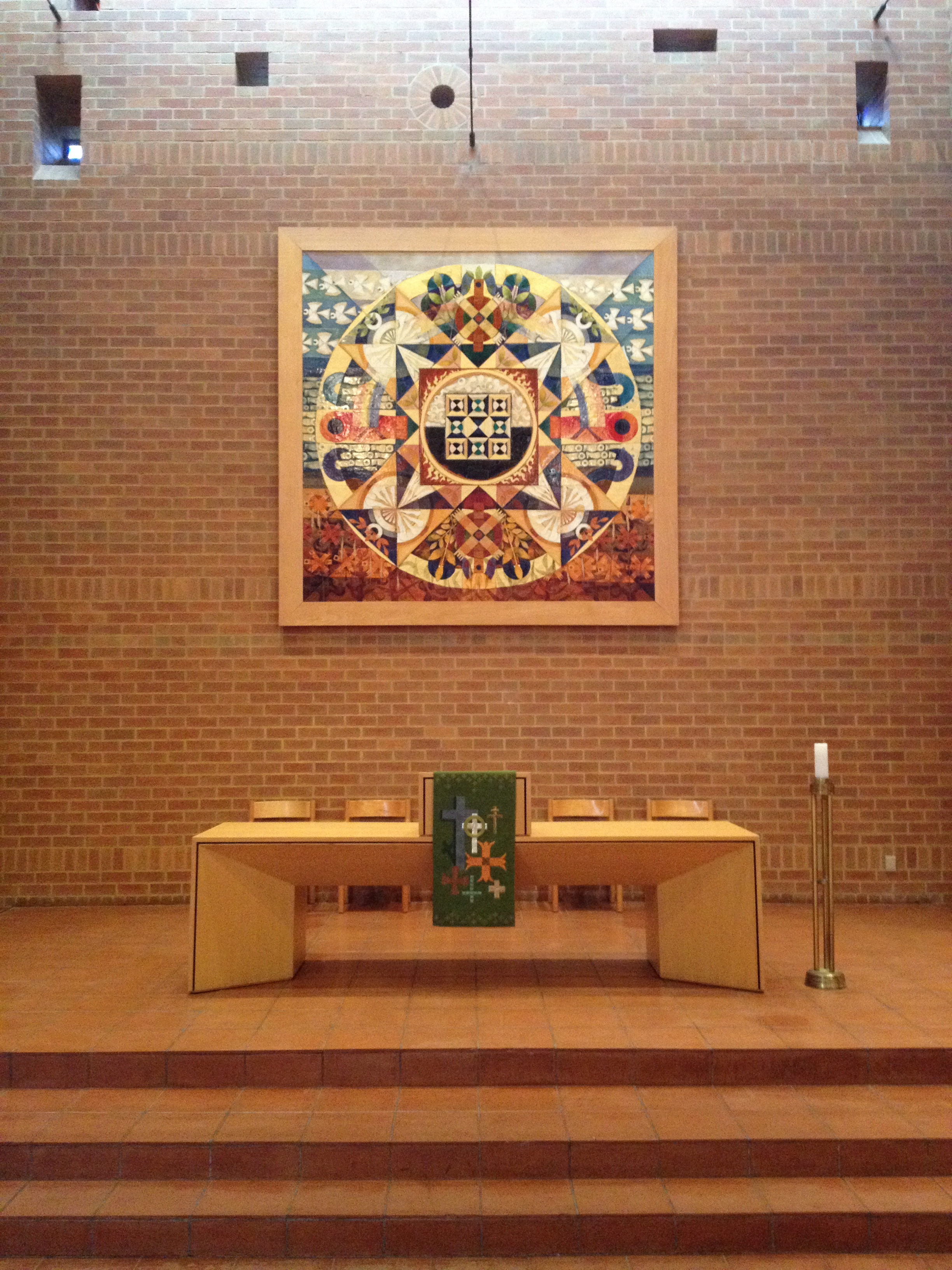
Haileybury Chapel: gran panel sobre el altar de la capilla.
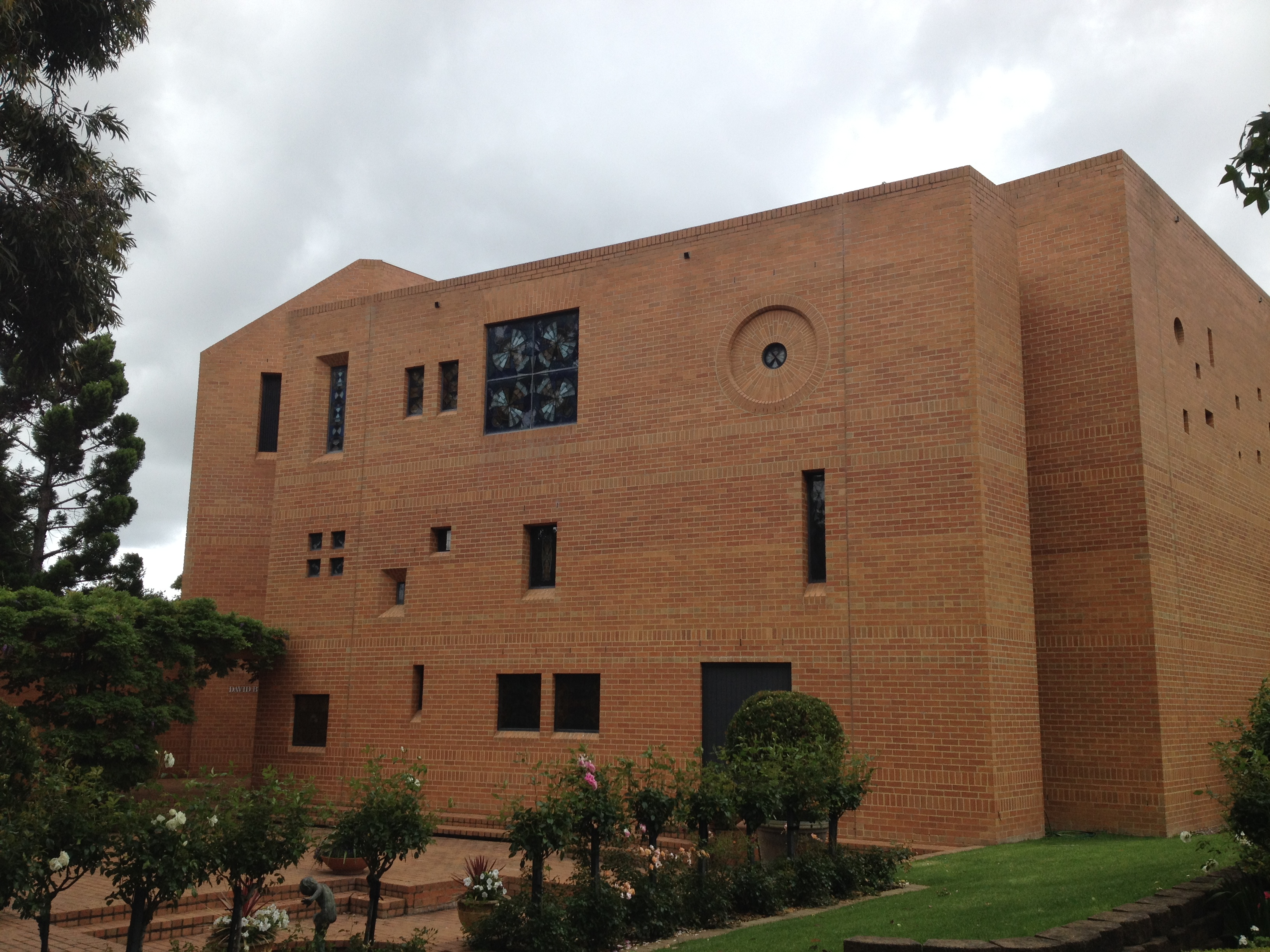
Vista noroeste del exterior de la Haileybury Chapel, Melbourne.
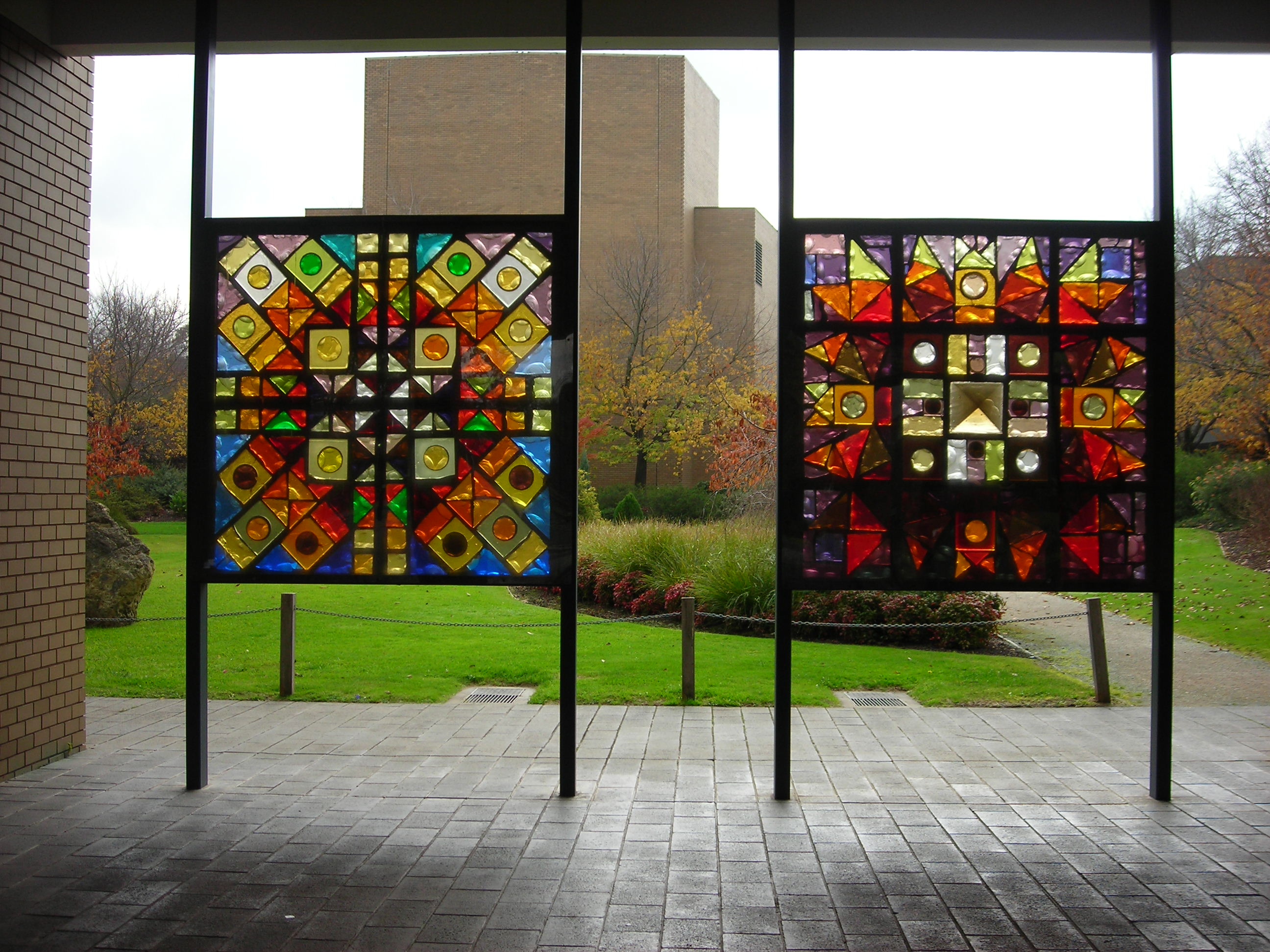
Dos de las cuatro estaciones (La Trobe University Sculpture Park en Melbourne)
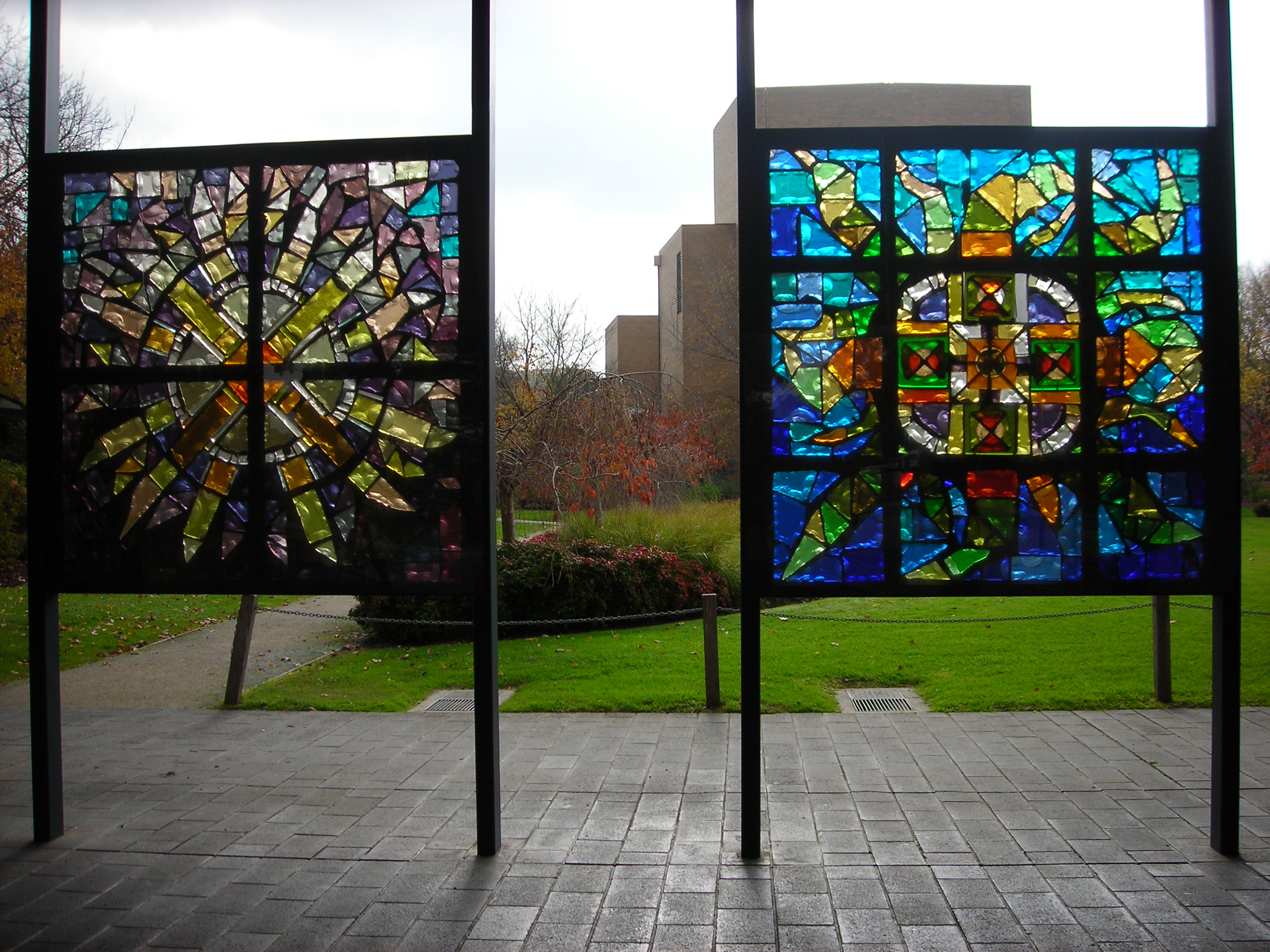
Dos de las cuatro estaciones (La Trobe University Sculpture Park en Melbourne)
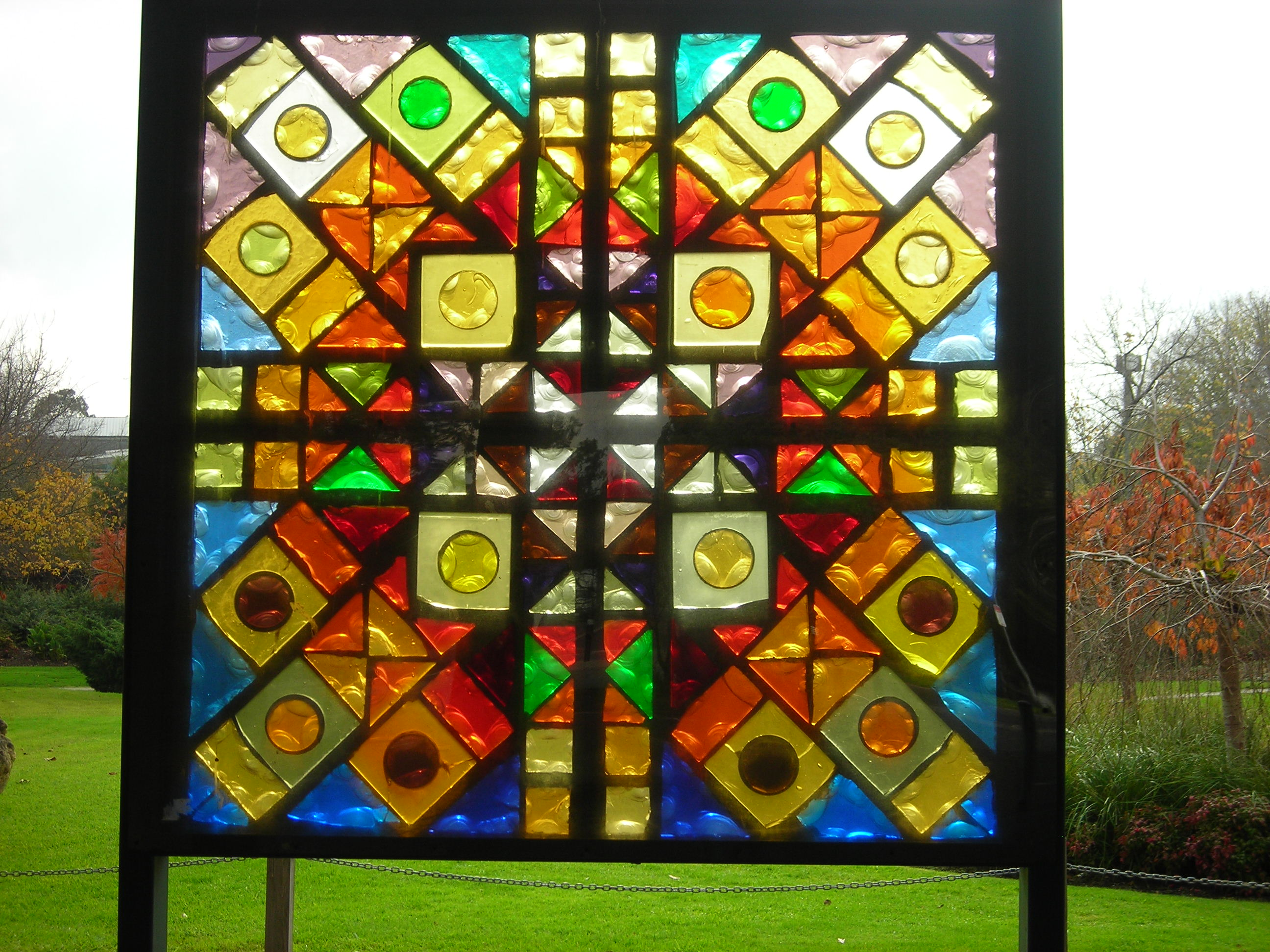
Estación (1978), en La Trove University, Melbourne.
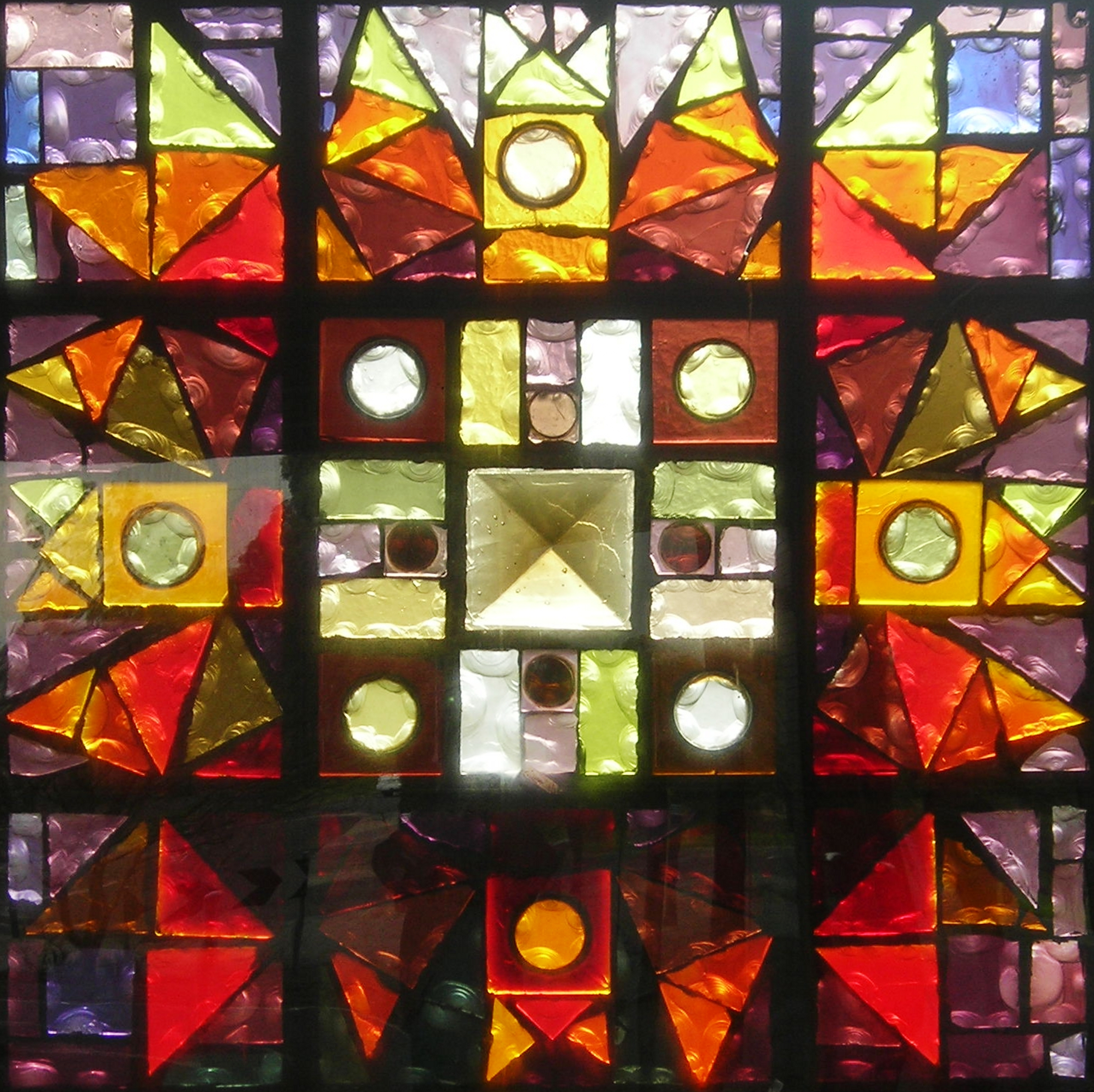
Estación (1978), en La Trove University, Melbourne.